# Al-Audża (Syria)
Al-Audża (arab. العوجة) – miejscowość w Syrii, w muhafazie Idlib. W 2004 roku liczyła 1120 mieszkańców.